# Stephanie Pellissier
Stephanie Pellissier (* 19. September 1893 in Mannheim; † 1. Januar 1982 in Heidelberg) war eine deutsche Pianistin, Organistin, Chorleiterin und stille Helferin. Sie war Mitbegründerin des Ortsverbands Heidelberg der GEDOK, der Gemeinschaft deutscher und österreichischer Künstlerinnen.

## Leben
Pellissier wurde seit ihrer Kindheit von ihrem Vater, welcher Musiklehrer in Mannheim war, als Musikerin gefördert. Sie verließ mit 15 Jahren die Schule, um eine sechsjährige Ausbildung als Pianistin zu beginnen. Ihr Plan die Ausbildung in Paris weiterzuführen, scheiterte aufgrund des Ersten Weltkrieges, weshalb sie ab 1914 die Meisterklasse von Professor Max Pauer in Stuttgart besuchte. Nach dem Tod ihres Vaters brach sie die Ausbildung ab, um die Schüler ihres Vaters zu übernehmen und so ihre Familie zu unterhalten.

### Engagement bei der GEDOK
Nach dem Tod ihrer Mutter und dem Finden einer Anstellung für ihre Schwester zog Pellissier 1928 nach Heidelberg zu dem befreundeten jüdischen Ehepaar Polack. Dort gründete sie nach dem Vorbild von Ida Dehmel 1929 den Ortsverband der GEDOK für Heidelberg. Aufgrund der jüdischen Abstammung von Dehmel wurde die Jahrestagung 1932 in Karlsruhe abgesagt und Pellissier stimmte zu sie nach Heidelberg zu verlegen, wobei sie trotz Gefahr für sich selbst half. 1932 wurde Dehmel bei einer Sitzung der GEDOK in Hamburg vom Nationalsozialisten aus dem Saal geprügelt und zum Rücktritt gezwungen was Pellissier dazu veranlasste am nächsten Tag den Ortsverband aufzulösen, um solchen Situationen zuvorzukommen. 1942 nahm sich Dehmel das Leben. Pellissier rief drei Jahre nach Ende des Zweiten Weltkrieges die Heidelberger GEDOK wieder ins Leben. Sie half zudem bei der Wiedergründung des Karlsruher Ortsverbands.

### Widerstand im Nationalsozialismus
Als Organistin und Kirchenchor-Leiterin der Katholischen Gemeinde der Bonifatiuskirche widersetzt sich Pellissier dem Verbot eines zweiten Auftritts ihrer erfolgreichen Aufführung eines Oratoriums von Joseph Haas und wurde von NSDAP-Kreisleiter Wilhelm Seiler einbestellt. Aufgrund persönlicher Verbindung zwischen Haas und Pellissiers Vater kam es zu keinen Konsequenzen.
1940 wurde das Ehepaar Polack gezwungen in ein als Judenhaus deklariertes Gebäude zu ziehen, wobei Pellissier ihnen folgte und weiter bei ihnen lebte. Dr. Alfred Polack verstarb am 15. April 1940 an den Folgen der Schikanen und Repressalien durch die Nationalsozialisten. Margarete Polack wurde im Alter von 68 Jahren 1940 nach Gurs deportiert. Pellissier veranlasste die Verlegung Polacks nach Récébédou, einer Internierungsanstalt für ältere Juden und Jüdinnen. 1941 besuchte Pellissier sie in diesem Lager. Polack überlebte mehrere Lager und Hospize und kehrte im Oktober 1946 körperlich stark angeschlagen nach Heidelberg zurück. Sie zog zu Pellissier, wo sie bis zu ihrem Tod am 2. Dezember 1953 gepflegt wurde.
Pellissier gehörte weder einer politischen Gruppierung noch einem sozialen Netzwerk an. Bis zu ihrem Tod am 1. Januar 1982 wurde sie in Heidelberg im Kunst- und Kulturbereich hochgeschätzt.

### Würdigungen
1973 erhielt sie als erste Frau die Heidelberger Bürgermedaille. 1994 wurde nach ihr die Stephanie-Pellissier-Straße benannt.